# Emma Waldecko-Pyrmontská
Adelheid Emma Wilhelmina Theresia Waldeck-Pyrmont (2. srpna 1858, Arolsen – 20. března 1934, Den Haag) byla druhá manželka Viléma III. Nizozemského a nizozemská královna.
Královna je v nizozemské královské rodině stále velmi dobře vzpomínána. V letech 1890-1898 byla královnou-regentkou a v letech 1890-1934 královnou-matkou.

## Biografie
Budoucí nizozemská královna se narodila v malém německém městečku Arlosen. Jejími rodiči byli vládce knížectví Waldeck-Pyrmont Jiří Vilém Waldeck-Pyrmont a jeho manželka Helena Nasavská. Její bratr Frederik Waldeck Pyrmont byl posledním panujícím vévodou knížectví, sestra Helena Waldeck Pyrmont byla manželkou Leopolda, vévody z Albany, syna britské královny Viktorie, další její sestra se provdala za krále Viléma II. Württemberského.

## Manželství a potomci

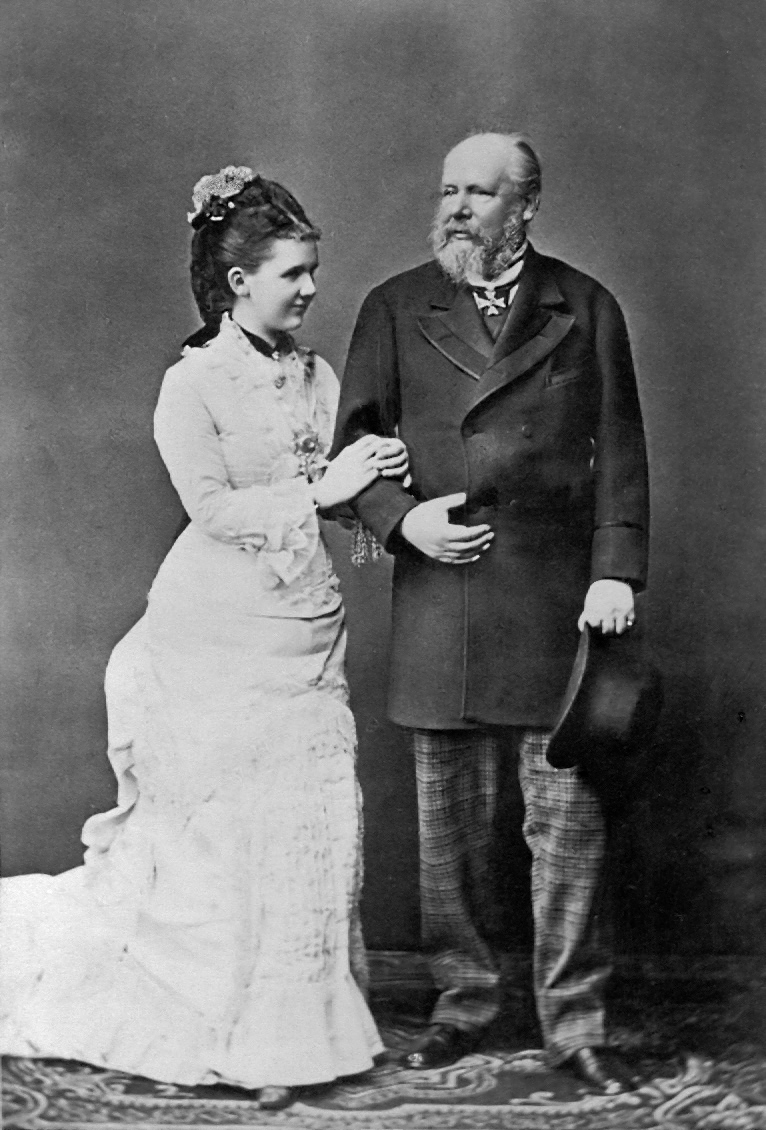
Emma Waldecko-Pyrmontská s manželem Vilémem

V jednadvaceti letech se provdala za o 41 let staršího nizozemského krále Viléma III. Stalo se tak 17. ledna roku 1879, dva roky po smrti jeho první manželky Žofie Württemberské. Král měl z tohoto prvního manželství tři syny: Viléma, Mořice a Alexandra; Mořic však zemřel jako dítě a nejstarší Vilém půl roku po svatbě Emmy a Viléma.
Při výběru královy druhé manželky se uvažovalo i o Emmině starší sestře - princezně Pavlíně nebo o dánské princezně Thyře. Ona sama se v manželství projevila jako žena srdečná a poddajná. Její zásluhou zmizelo předchozí napětí jak v královské rodině, tak mezi parlamentem a králem. Měla dobrý vliv na nestálou a náladovou osobnost královu a manželství bylo mimořádně šťastné.
Z jejího manželství se narodil jediný potomek, dcera Vilemína (31. srpna 1880), budoucí nizozemská královna.
Když se dcera Vilemína narodila, žil ještě Alexandr (1851–1884), poslední ze tří synů z prvního manželství jejího otce s Žofií Württemberskou, a Vilemína nebyla brána do úvahy jako budoucí panovnice. Její otec však přežil i tohoto svého syna a následníkem nizozemského trůnu se stala Vilemína.
Poté, co 23. listopadu roku 1890 Vilém zemřel, stala se dědičkou trůnu její jedenáctiletá dcera Vilemína jako poslední králův žijící potomek. Ona sama pak převzala nad svou neplnoletou dcerou regentství, a to až do roku 1898, kdy Vilemína dosáhla plnoletosti a převzala nizozemský trůn. Protože na lucemburský trůn v té době nemohla usednout žena, zdědil jej po Vilémově smrti nasavský vévoda Adolf, vzdálený bratranec Viléma III. (a také její strýc z matčiny strany).
Trpělivým a moudrým počínáním přispěla coby regentka, od roku 1898 zvaná královna matka, velmi výrazně k posílení konstituční monarchie. Je považována za zakladatelku moderní nizozemské monarchie. Ona i její dcera Vilemína obnovily postupně důvěru v oranžský dům, která byla tvrdohlavým a náladovým vystupováním Viléma III. vážně poškozena.
Zemřela 20. března roku 1934 v důsledku komplikací po překonané bronchitidě ve věku 75 let. Byla pochována v Nieuwe Kerk v Delftu, místě posledního odpočinku příslušníků nizozemské královské rodiny.

## Vývod z předků
|                          |                                                      |  |                                    |                                                        |  |  |  |  |  |  |  | Karel August Waldecko-Pyrmontský |
|                          |                                                      |  |                                    |                                                        |  |  |  |  |  |  |  |                                  |
|                          | Jiří I. Waldecko-Pyrmontský                          |  |                                    |                                                        |  |  |  |  |  |  |  |                                  |
|                          |                                                      |  |                                    |                                                        |  |  |  |  |  |  |  |                                  |
|                          |                                                      |  |                                    | Kristína Henrietta Falcko-Zweibrückenská               |  |  |  |  |  |  |  |                                  |
|                          |                                                      |  |                                    |                                                        |  |  |  |  |  |  |  |                                  |
|                          | Jiří II. Waldecko-Pyrmontský                         |  |                                    |                                                        |  |  |  |  |  |  |  |                                  |
|                          |                                                      |  |                                    |                                                        |  |  |  |  |  |  |  |                                  |
|                          |                                                      |  |                                    | August II. ze Schwarzburg-Sondershausenu               |  |  |  |  |  |  |  |                                  |
|                          |                                                      |  |                                    |                                                        |  |  |  |  |  |  |  |                                  |
|                          | Augusta Schwarzbursko-Sondershausenská               |  |                                    |                                                        |  |  |  |  |  |  |  |                                  |
|                          |                                                      |  |                                    |                                                        |  |  |  |  |  |  |  |                                  |
|                          |                                                      |  |                                    | Kristína Anhaltsko-Bernburská                          |  |  |  |  |  |  |  |                                  |
|                          |                                                      |  |                                    |                                                        |  |  |  |  |  |  |  |                                  |
|                          | Jiří Viktor Waldecko-Pyrmontský                      |  |                                    |                                                        |  |  |  |  |  |  |  |                                  |
|                          |                                                      |  |                                    |                                                        |  |  |  |  |  |  |  |                                  |
|                          |                                                      |  |                                    | Karel Ludvík Anhaltsko-Bernbursko-Schaumbursko-Hoymský |  |  |  |  |  |  |  |                                  |
|                          |                                                      |  |                                    |                                                        |  |  |  |  |  |  |  |                                  |
|                          | Viktor II. Anhaltsko-Bernbursko-Schaumbursko-Hoymský |  |                                    |                                                        |  |  |  |  |  |  |  |                                  |
|                          |                                                      |  |                                    |                                                        |  |  |  |  |  |  |  |                                  |
|                          |                                                      |  |                                    | Amálie Eleonora ze Solms-Braunfels                     |  |  |  |  |  |  |  |                                  |
|                          |                                                      |  |                                    |                                                        |  |  |  |  |  |  |  |                                  |
|                          | Emma Anhaltsko-Bernbursko-Schaumbursko-Hoymská       |  |                                    |                                                        |  |  |  |  |  |  |  |                                  |
|                          |                                                      |  |                                    |                                                        |  |  |  |  |  |  |  |                                  |
|                          |                                                      |  |                                    | Karel Kristián Nasavsko-Weilburský                     |  |  |  |  |  |  |  |                                  |
|                          |                                                      |  |                                    |                                                        |  |  |  |  |  |  |  |                                  |
|                          | Amálie Nasavsko-Weilburská                           |  |                                    |                                                        |  |  |  |  |  |  |  |                                  |
|                          |                                                      |  |                                    |                                                        |  |  |  |  |  |  |  |                                  |
|                          |                                                      |  |                                    | Karolína Oranžsko-Nasavská                             |  |  |  |  |  |  |  |                                  |
|                          |                                                      |  |                                    |                                                        |  |  |  |  |  |  |  |                                  |
| Emma Waldecko-Pyrmontská |                                                      |  |                                    |                                                        |  |  |  |  |  |  |  |                                  |
|                          |                                                      |  |                                    |                                                        |  |  |  |  |  |  |  |                                  |
|                          |                                                      |  | Karel Kristián Nasavsko-Weilburský |                                                        |  |  |  |  |  |  |  |                                  |
|                          |                                                      |  |                                    |                                                        |  |  |  |  |  |  |  |                                  |
|                          | Fridrich Vilém Nasavsko-Weilburský                   |  |                                    |                                                        |  |  |  |  |  |  |  |                                  |
|                          |                                                      |  |                                    |                                                        |  |  |  |  |  |  |  |                                  |
|                          |                                                      |  |                                    | Karolína Oranžsko-Nasavská                             |  |  |  |  |  |  |  |                                  |
|                          |                                                      |  |                                    |                                                        |  |  |  |  |  |  |  |                                  |
|                          | Vilém Nasavský                                       |  |                                    |                                                        |  |  |  |  |  |  |  |                                  |
|                          |                                                      |  |                                    |                                                        |  |  |  |  |  |  |  |                                  |
|                          |                                                      |  |                                    | Vilém Jiří z Kirchbergu                                |  |  |  |  |  |  |  |                                  |
|                          |                                                      |  |                                    |                                                        |  |  |  |  |  |  |  |                                  |
|                          | Luisa Isabela z Kirchbergu                           |  |                                    |                                                        |  |  |  |  |  |  |  |                                  |
|                          |                                                      |  |                                    |                                                        |  |  |  |  |  |  |  |                                  |
|                          |                                                      |  |                                    | Isabela Augusta Reuss z Greiz                          |  |  |  |  |  |  |  |                                  |
|                          |                                                      |  |                                    |                                                        |  |  |  |  |  |  |  |                                  |
|                          | Helena Nasavská                                      |  |                                    |                                                        |  |  |  |  |  |  |  |                                  |
|                          |                                                      |  |                                    |                                                        |  |  |  |  |  |  |  |                                  |
|                          |                                                      |  |                                    | Fridrich I. Württemberský                              |  |  |  |  |  |  |  |                                  |
|                          |                                                      |  |                                    |                                                        |  |  |  |  |  |  |  |                                  |
|                          | Pavel Württemberský                                  |  |                                    |                                                        |  |  |  |  |  |  |  |                                  |
|                          |                                                      |  |                                    |                                                        |  |  |  |  |  |  |  |                                  |
|                          |                                                      |  |                                    | Augusta Brunšvicko-Wolfenbüttelská                     |  |  |  |  |  |  |  |                                  |
|                          |                                                      |  |                                    |                                                        |  |  |  |  |  |  |  |                                  |
|                          | Pavlína Württemberská                                |  |                                    |                                                        |  |  |  |  |  |  |  |                                  |
|                          |                                                      |  |                                    |                                                        |  |  |  |  |  |  |  |                                  |
|                          |                                                      |  |                                    | Fridrich Sasko-Altenburský                             |  |  |  |  |  |  |  |                                  |
|                          |                                                      |  |                                    |                                                        |  |  |  |  |  |  |  |                                  |
|                          | Šarlota Sasko-Hildburghausenská                      |  |                                    |                                                        |  |  |  |  |  |  |  |                                  |
|                          |                                                      |  |                                    |                                                        |  |  |  |  |  |  |  |                                  |
|                          |                                                      |  |                                    | Šarlota Georgina Meklenbursko-Střelická                |  |  |  |  |  |  |  |                                  |
|                          |                                                      |  |                                    |                                                        |  |  |  |  |  |  |  |                                  |